# Ругелах
Ругелах (идиш רוגעלך‎, рогалах) — еврейская выпечка польско-ашкеназского происхождения. Очень популярен в Израиле, часто встречается в большинстве кафе и пекарен. Также это популярное лакомство среди американских и европейских евреев.
Традиционный ругелах делается в виде полумесяца путем скрутки треугольника из теста покрытого начинкой. В качестве начинки могут использоваться: изюм, финики, грецкий орех, корица, шоколад, марципан, семена мака или джем.
Существует альтернативная форма, создаваемая наподобие штруделя или орехового рулета, но в отличие от них, скрученные тесто и начинка нарезаются на ломтики перед запеканием.

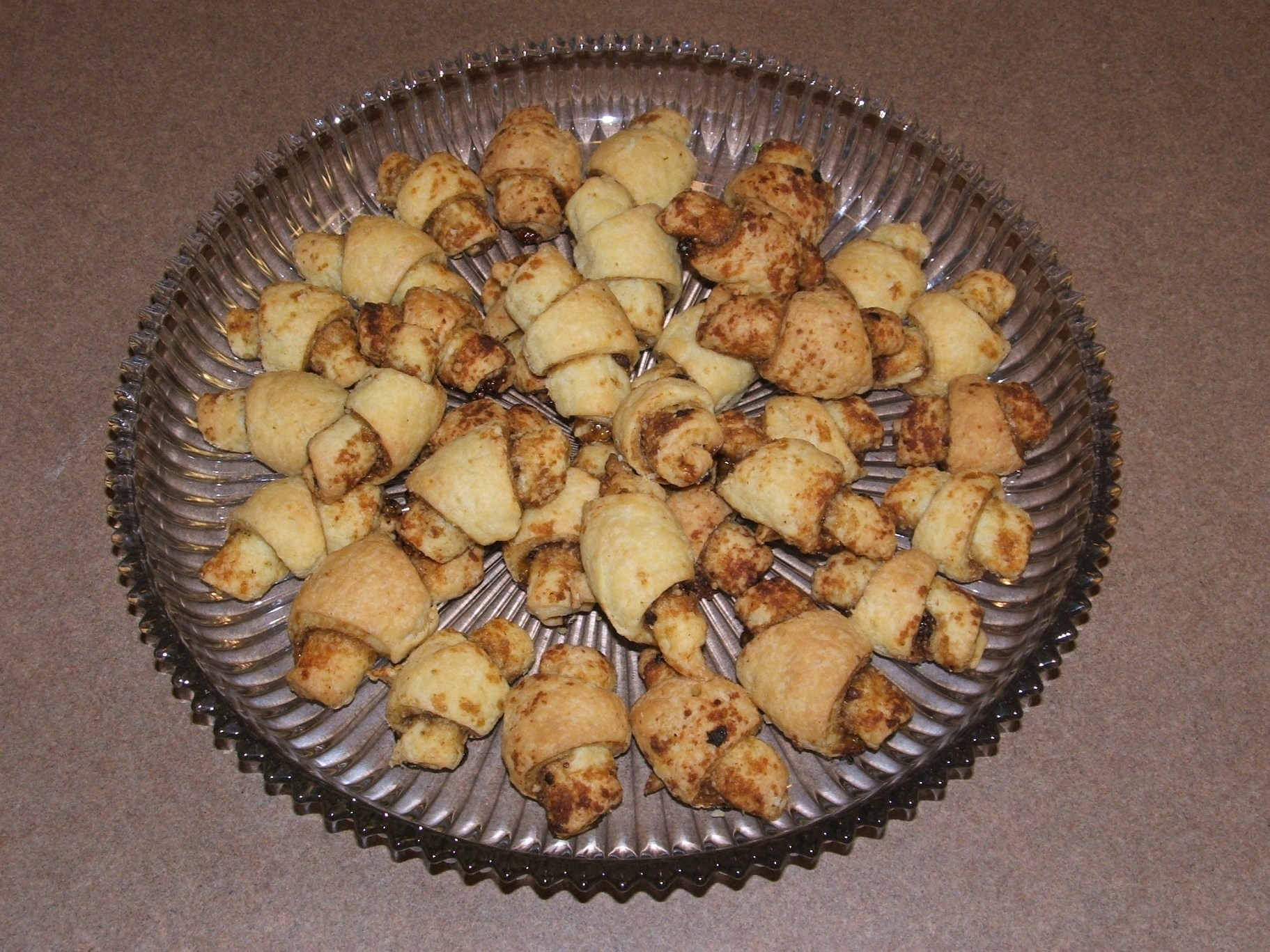
Ругелах в форме полумесяца
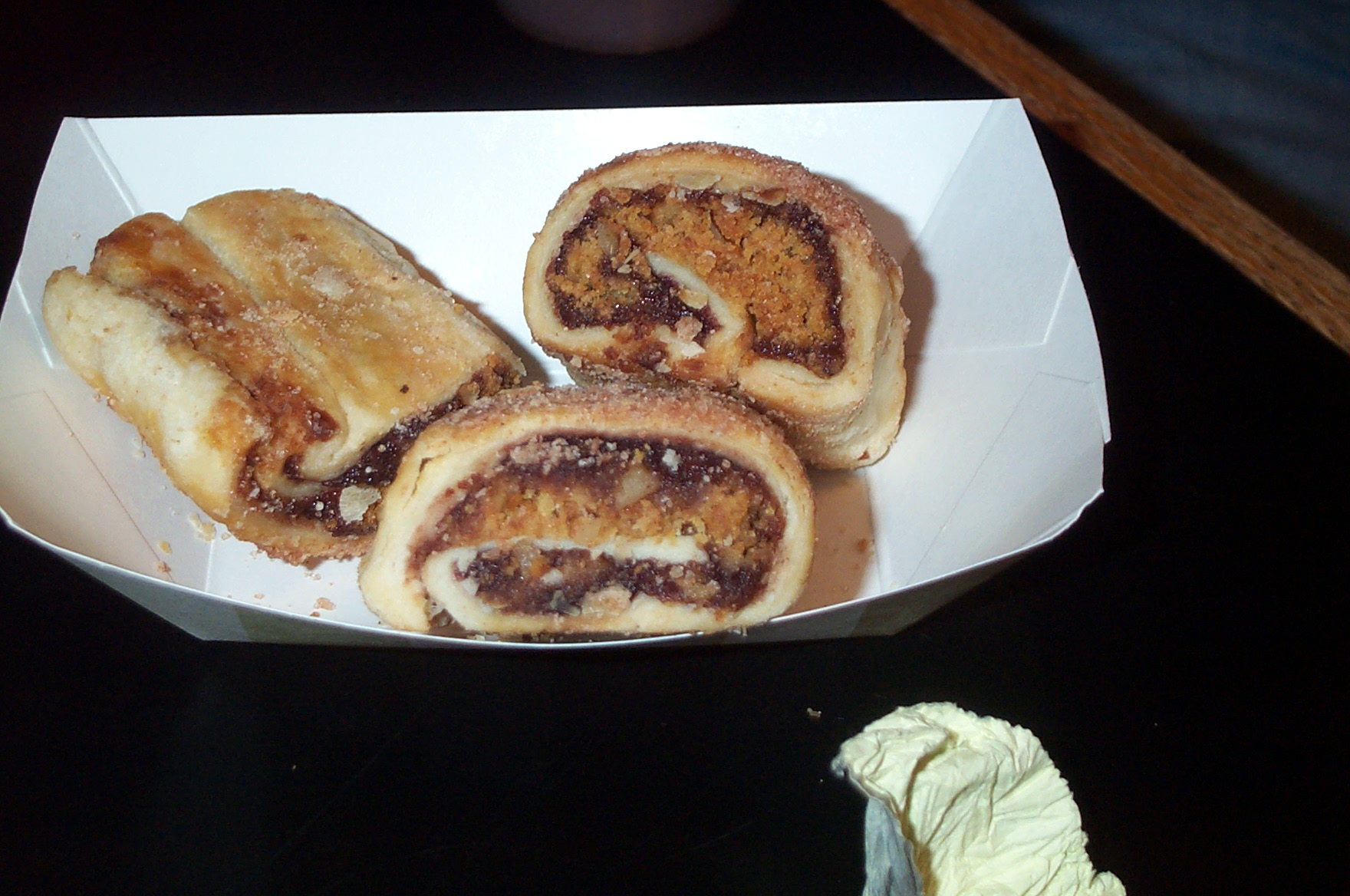
Другая форма — разрезанный ругелах